# Fuerzas Armadas de la República Democrática del Congo
Las Fuerzas Armadas de la República Democrática del Congo (en francés: Forces Armées de la République Démocratique du Congo, lit. 'Fuerzas Militares de la República Democrática del Congo'; FARDC) son el organismo estatal responsable de la defensa de la República Democrática del Congo. Las FARDC está siendo reconstruida como parte del proceso de paz que siguió al final de la segunda guerra del Congo en julio de 2003.
La mayoría de los miembros de las FMRDC son las fuerzas de tierra, pero también tiene una pequeña fuerza aérea y una marina de guerra aún más pequeño. Juntos, los tres servicios pueden contar entre 144.000 y 159.000 personal. Además, hay una fuerza presidencial llamado la Guardia Republicana, pero ya la Policía Nacional Congoleña (PNC) no forman parte de las Fuerzas Armadas.
El gobierno de la capital Kinsasa, las Naciones Unidas, la Unión Europea y los socios bilaterales que incluyen Angola, Sudáfrica y Bélgica están tratando de crear una fuerza viable con la capacidad de proporcionar la República Democrática del Congo con la estabilidad y la seguridad. Sin embargo, este proceso se ve obstaculizado por la corrupción, la coordinación de los donantes inadecuada, y la competencia entre los donantes. Las diversas unidades militares ahora agrupados bajo la bandera de las FARDC son algunos de los más inestables de África, después de años de guerra y la falta de fondos.
Para ayudar al nuevo gobierno, desde febrero de 2000 las Naciones Unidas han tenido la misión de Naciones Unidas en la República Democrática del Congo (ahora llamado MONUSCO), que actualmente cuenta con una fuerza de más de 16.000 soldados de paz en el país. Sus principales tareas son para garantizar la seguridad en áreas clave, como la de Kivu del Sur y Kivu del Norte, en el este, y para ayudar al gobierno en la reconstrucción. Grupos rebeldes extranjeros también están en el Congo, como lo han sido durante la mayor parte del último medio siglo. El más importante es las Fuerzas Democráticas para la Liberación de Ruanda (FDLR), contra la cual las tropas de Laurent Nkunda se peleaban, pero otros grupos más pequeños, como el Ejército de Resistencia del anti-ugandesa del Señor también están presentes.
La situación legal de las FARDC se establece en la Constitución de transición, los artículos 118 y 188. Esto luego fue reemplazado por lo dispuesto en la Constitución de 2006, artículos 187 a 192. Ley 04/023, del 12 de noviembre de 2004, establece la Ordenación General de Defensa y las Fuerzas Armadas. A mediados de 2010, el Parlamento congoleño estaba debatiendo una nueva ley de defensa, provisionalmente designada Ley Orgánica 130.

## Historia
Las primeras tropas congoleñas organizados, conocida como la Fuerza Pública, se crearon en 1888, cuando el rey Leopoldo II de Bélgica, quien ocupó el Estado Libre del Congo como su propiedad privada, que ordenó al Secretario del Interior para crear fuerzas militares y de policía para el estado. En 1908, bajo la presión internacional, Leopold cedió la administración de la colonia al gobierno de Bélgica como el Congo Belga. Permaneció bajo el mando de un cuerpo de oficiales de Bélgica a través de la independencia de la colonia en 1960. La Fuerza Pública entró en combate en Camerún, e invadió con éxito y áreas de África Oriental Alemana, sobre todo hoy en día Ruanda, conquistada durante la Primera Guerra Mundial I. Elementos de la Fuerza Pública también se utilizaron para formar unidades coloniales belgas que lucharon en la Campaña de África del Este durante la Segunda Guerra Mundial.
Con la independencia, el 30 de junio de 1960, el ejército sufrió un déficit dramático de líderes capacitados, en particular en el cuerpo de oficiales. Esto se debió a la Force Publique había solo siempre ha ofrecido por los blancos expatriados belgas u otros. El Gobierno belga no hizo ningún esfuerzo para capacitar a los funcionarios encargados congoleños hasta el final del período colonial y solo había unos 20 cadetes africanos en la formación en la víspera de la independencia. Acciones desacertada-por oficiales belgas llevaron a una rebelión de alistados filas 'el 5 de julio de 1960, lo que ayudó a desencadenar la crisis de Congo. El teniente general Émile Janssens, el comandante de la Fuerza Pública, escribió durante una reunión de los soldados que "Antes de la independencia = Después de la Independencia', que vierten agua fría sobre los deseos de los soldados para un aumento inmediato en su estado.
Vanderstraeten dice que en la mañana del 8 de julio de 1960, después de una noche en la que todo el control se había perdido en los soldados, numerosos ministros llegaron al campamento de Leopold, con el objetivo de calmar la situación. Tanto Lumumba y Kasa-Vubu finalmente llegaron, y los soldados escucharon Kasavubu "religiosamente". Después de su discurso, Kasa-Vubu y los ministros presentes se retiraron en la cantina del campamento de escuchar a una delegación de los soldados. Vanderstraeten dice que, de acuerdo con Joseph Ileo, sus demandas (revendications) fueron las siguientes:
- Que la cartera de Defensa no se cederá a la primera ministra
- Que la publique el nombre Fuerza cambiarse a Armée Nacional Congoleña
- Que el comandante en jefe y jefe de personal no debe ser necesariamente belgas

Las discusiones "laboriosas", que luego siguieron fueron dadas después retrospectivamente la etiqueta de un "consejo ministerial extraordinaria." Gérald-Libois escribe que "..la reunión extraordinaria del Consejo de Ministros tomó medidas para la africanización inmediata de los cuerpos de oficiales y ..named Victor Lundula, que nació en Kasai y fue burgomaestre de Jadotville, como Comandante en Jefe de la Armée Nacional Congoleña (ANC); Coronel Joseph-Désiré Mobutu como jefe de personal; y el belga, el coronel Henniquiau, como asesor principal de la ANC. Así general Janssens fue despedido. Tanto Lundula y Mobutu eran ex sargentos de la Fuerza Pública. Parece que Maurice Mpolo, Ministro de Juventud y Deportes, se le dio la cartera de Defensa.
Los días 8-9 de julio de 1960, se invitó a los soldados de nombrar oficiales negros, y 'el mando del ejército pasó de forma segura en las manos de los ex sargentos ", como los soldados en general optaron por los soldados del ejército congoleño más educadas y de más alto rango como sus nuevos oficiales. La mayoría de los oficiales belgas fueron retenidos como asesores a la nueva jerarquía congoleño, y la calma volvió a los dos principales guarniciones en Leopoldville y Thysville. La Fuerza Pública pasó a denominarse Nacional Congoleña Armée (ANC), o congoleños Fuerza Armada Nacional. Sin embargo, en Katanga oficiales belgas se resistieron a la africanización del ejército.
El 9 de julio de 1960, se produjo un motín Force Publique en Camp Massart en Elizabethville; cinco o siete europeos fueron asesinados. La revuelta del ejército y los rumores resultantes causaron pánico severo en todo el país, y Bélgica enviaron tropas y el Grupo de Tareas naval 218,2 proteger a sus ciudadanos. Tropas belgas intervinieron en Elisabethville y Luluabourg (10 de julio), Matadi (11 de julio), Leopoldville (13 de julio) y en otros lugares. Había sospechas inmediatas que Bélgica planeaba volver a apoderarse del país mientras lo hace. Un gran número de colonos belgas huyeron del país. Al mismo tiempo, el 9 de julio, Albert Kalonji proclamó la independencia del Sur Kasai. Dos días después, el 11 de julio, Moise Tshombe declaró la independencia de la provincia de Katanga, en el sureste, cerca respaldado por restante administradores belgas y soldados.
El 14 de julio de 1960, en respuesta a las solicitudes del primer ministro Lumumba, el Consejo de Seguridad de la ONU aprobó la Resolución del Consejo de Seguridad de las Naciones Unidas 143. Esta llamada a Bélgica que retire sus tropas y para las Naciones Unidas para proporcionar "ayuda militar" a las fuerzas congoleñas para permitir ellos 'para satisfacer plenamente sus tareas. Lumumba exigió que Bélgica retire sus tropas inmediatamente, amenazando con buscar la ayuda de la Unión Soviética si no abandonaban el plazo de dos días. La ONU reaccionó rápidamente y estableció la Operación de las Naciones Unidas en el Congo (ONUC). Las primeras tropas de la ONU llegaron al día siguiente, pero no había desacuerdo instantánea entre Lumumba y la ONU sobre el mandato de la nueva fuerza. Debido a que el ejército congoleño había estado en caos desde el motín, Lumumba quería usar las tropas de la ONU para someter a Katanga por la fuerza. Refiriéndose a la resolución, Lumumba escribió al secretario general de la ONU Dag Hammarskjöld, "A partir de estos textos está claro que, en contra de su interpretación personal, la fuerza de la ONU puede usarse para suavizar el gobierno rebelde de Katanga. Secretario general Hammarskjöld se negó. Para Hammarskjöld, la secesión de Katanga era un asunto interno congoleño y la ONU estaba prohibido intervenir en el artículo 2 de la Carta de las Naciones Unidas. Los desacuerdos sobre lo que la fuerza de la ONU podía y no podía hacer más continuado a lo largo de su despliegue.
Las últimas tropas belgas salieron del país el 23 de julio, cuando las fuerzas de las Naciones Unidas siguieron desplegar todo el Congo.
Durante el período crucial de julio-agosto de 1960, Joseph-Désiré Mobutu construye "su" ejército nacional mediante la canalización de la ayuda exterior a las unidades leales a él, por exiliar unidades poco fiables a zonas remotas, y al absorber o dispersar ejércitos rivales. Empató oficiales individuales a él mediante el control de su promoción y el flujo de dinero para las nóminas. Los investigadores que trabajan a partir de la década de 1990 han llegado a la conclusión de que el dinero fue canalizado directamente al ejército de los EE. UU. Agencia Central de Inteligencia, la ONU, y Bélgica. A pesar de ello, en septiembre de 1960, después de cuatro vías división del país, había cuatro fuerzas armadas separadas: sí ANC de Mobutu, que suman alrededor de 12.000, el Sur Kasai Policía leal a Albert Kalonji (3,000 o menos), el Katanga Gendarmería que formaban parte del régimen de Moise Tshombe (un total de alrededor de 10.000), y el disidente Stanleyville ANC leales a Antoine Gizenga (numeración sobre 8000).
En agosto de 1960, debido al rechazo de las peticiones a la ONU para la ayuda a suprimir las revueltas del Sur Kasai y Katanga, el gobierno de Lumumba decidió pedir ayuda soviética. de Witte escribe que 'Leopoldville pidió a la Unión Soviética para aviones, camiones, armas y equipo. .. Poco después, el 22 o el 23 de agosto de cerca de 1.000 soldados faltan para Kasai. de Witte va a escribir que el 26-27 de agosto, la ANC tomó Bakwanga, la capital de Albert Kalonji en Kasai del sur, sin resistencia seria. "En los próximos dos días se puso temporalmente fin a la secesión de Kasai.
La Biblioteca del Congreso de Estudio de País para el Congo dice en este punto que: "[El 5 de septiembre de 1960] Kasavubu también nombró a Mobutu como jefe del ANC Joseph Ileo fue elegido como el nuevo primer ministro y comenzó a tratar de formar un nuevo gobierno.. Lumumba y su gabinete respondieron acusando Kasa-Vubu de alta traición y votaron a favor de destituirlo. Parlamento se negó a confirmar el despido de cualquiera de Lumumba o Kasavubu y trató de lograr una reconciliación entre ellos. Después de estancamiento de una semana, Mobutu anunció el 14 de septiembre que él estaba asumiendo el poder el 31 de diciembre de 1960, con el fin de "neutralizar" tanto Kasavubu y Lumumba ".
A principios de enero de 1961, las unidades del ANC leales a Lumumba invadieron el norte de Katanga para apoyar una rebelión de miembros de una tribu Baluba contra el régimen secesionista de Tshombe.
Resolución del Consejo de Seguridad de las Naciones Unidas 161 de 21 de febrero de 1961, pidió el retiro de oficiales belgas desde posiciones de mando en el ANC, y la formación de los nuevos funcionarios congoleños con la ayuda de la ONU. Los diversos esfuerzos realizados por la ONUC volver a entrenar la ANC a partir de agosto de 1960 a su fin de manera efectiva en junio de 1963 se describen en el libro de Arthur Casa La ONU en el Congo: Las operaciones civiles, páginas 145-155. Por 03 1963 sin embargo, después de la visita del coronel Michael Greene del ejército de Estados Unidos, y el "Plan de Greene," resultando el modelo de asistencia militar bilateral acordado diversos componentes militares congoleños, en lugar de un solo esfuerzo unificado, ya estaba tomando forma.
A principios de 1964, una nueva crisis estalló cuando los rebeldes congoleños que se hacen llamar "Simba" (en suajili significa "león") se rebeló contra el gobierno. Fueron conducidos por Pierre Mulele, Gaston Soumialot y Christophe Gbenyé que eran antiguos miembros del Parti Solidaire Africain de Gizenga (PSA). La rebelión afectó Kivu y Oriental (Orientale) provincias. En agosto habían capturado Stanleyville y establecer un gobierno rebelde allí. A medida que el movimiento rebelde propagación, la disciplina se hizo más difícil de mantener, y los actos de violencia y terror aumentó. Fueron ejecutados miles de congoleños, incluidos funcionarios gubernamentales, líderes políticos de los partidos de la oposición, la policía provincial y local, maestros de escuela, y otros que se cree fueron occidentalizado. Muchas de las ejecuciones se llevaron a cabo con extrema crueldad, delante de un monumento a Lumumba en Stanleyville. Tshombe decidió usar mercenarios extranjeros, así como la ANC para reprimir la rebelión. Mike Hoare fue empleado para crear el de habla inglesa 5 Commando ANC en Kamina, con la asistencia de un oficial belga, el coronel Frederic Vanderwalle, mientras que el 6 Commando ANC era francófona y originalmente bajo el mando de un coronel del ejército belga, Lamouline. Para agosto de 1964, los mercenarios, con la asistencia de otras tropas del ANC, fueron avanzando contra la rebelión Simba. Temiendo la derrota, los rebeldes comenzaron a tomar rehenes de la población blanca local en las zonas bajo su control. Estos rehenes fueron rescatados en lanzamientos aéreos belgas (Dragón Rouge y Dragón Noir) más de Stanleyville y Paulis con apoyo aéreo estadounidense. La operación coincidió con la llegada de unidades de mercenarios (aparentemente incluyendo el quinto apresuradamente formada Brigada Mecanizada) en Stanleyville que fue capturado rápidamente. Hubo que esperar hasta el final del año para poner completamente por las zonas restantes de la rebelión.
Después de cinco años de turbulencia, en 1965 Mobutu utilizó su posición como ANC Jefe de Estado Mayor de tomar el poder en el Congo. Aunque Mobutu logró tomar el poder, su posición fue pronto amenazada por la Kisangani motines, también conocido como el Stanleyville motines o motines Mercenarios ', que fueron finalmente suprimida.
Como regla general, desde ese momento, las fuerzas armadas no han intervenido en la política como un cuerpo, en lugar de ser lanzado y convertía a los hombres como ambiciosos han sacudido el país. En realidad, el problema más grande ha sido el mal uso y el abuso a veces de los militares y policías por los líderes políticos y étnicos.
El 16 de mayo de 1968 se formó una brigada paracaídas de dos regimientos (cada uno de los tres batallones) que con el tiempo fue creciendo en tamaño a una división completa.

### Zaire 1971–1997
El país pasó a llamarse Zaire en 1971 y el ejército fue designado en consecuencia la Fuerzas Armadas Zaïroises (FAZ). En 1971 la fuerza del ejército se componía de la primera Agrupación en Kananga, con un batallón de guardia, dos batallones de infantería y un batallón de gendarmería adjunto, y el segundo Groupement (Kinshasa), la tercera Groupement (Kisangani), el cuarto Groupement (Lubumbashi), el quinto Groupement (Bukavu), el sexto Groupement (Mbandaka), y el séptimo Groupement (Boma). Cada uno era aproximadamente del tamaño de una brigada, y comandado por 'generales de envejecimiento que no han tenido entrenamiento militar, ya menudo no experimentan mucho positivo, ya que eran suboficiales de la Fuerza Pública belga. " A fines de 1970 el número de groupements alcanzaron nueve, uno por región administrativa. La división del paracaídas (División des Troupes Aéroportées Renforcées de Choc, DITRAC) operado semi-independiente del resto del ejército.
En julio de 1972 se retiró varios de los generales al mando de los groupements envejecimiento. Général d'armée Louis Bobozo y Generaux de Corps d'Armée Nyamaseko Mata Bokongo, Nzoigba Yeu Ngoli, Muke Massaku, Ingila Grima, Itambo Kambala Wa Mukina, Tshinyama Mpemba, y el General de División Yossa Yi Ayira, el último de haber sido comandante de la base de Kamina, fueron todos se retiró el 25 de julio de 1972. Tomando el cargo de comandante en jefe del Ejército, ahora titulado Capitán General, fue recién ascendido General de División Bumba Moaso, excomandante de la división del paracaídas.
Un gran número de países apoyaron la FAZ a principios de 1970. Trescientos personal belgas estaban sirviendo como oficiales de Estado Mayor y asesores en todo el Ministerio de Defensa, los italianos estaban apoyando a la Fuerza Aérea, los estadounidenses estaban ayudando con el transporte y las comunicaciones, los israelíes con formación fuerzas en el aire, y había asesores británicos con los ingenieros.
El 11 de junio de 1975 varios militares fueron detenidos en lo que se conoció como el golpe monte et manque. Entre los arrestados eran generales Daniel Katsuva wa Katsuvira, jefe de Estado Mayor, Utshudi Wembolenga, comandante de la Región Militar de segundo en Kalemie; Fallu Sumbu, agregado militar de Zaire en Washington, el coronel Mudiayi wa Mudiayi, el agregado militar de Zaire en París, el agregado militar en Bruselas, un comandante de batallón paracommando, y varios otros. El régimen alegó que estos oficiales y otros (incluyendo particulier secrétaire civil de Mobutu) habían planeado el asesinato de Mobutu, alta traición y revelación de secretos militares, entre otros delitos. El presunto golpe de Estado fue investigado por una comisión revolucionaria encabezada por Boyenge Mosambay Singa, entonces jefe de la Gendarmería. Escribiendo en 1988, Michael Schatzberg dijo que los detalles del golpe aún tenían que surgir.

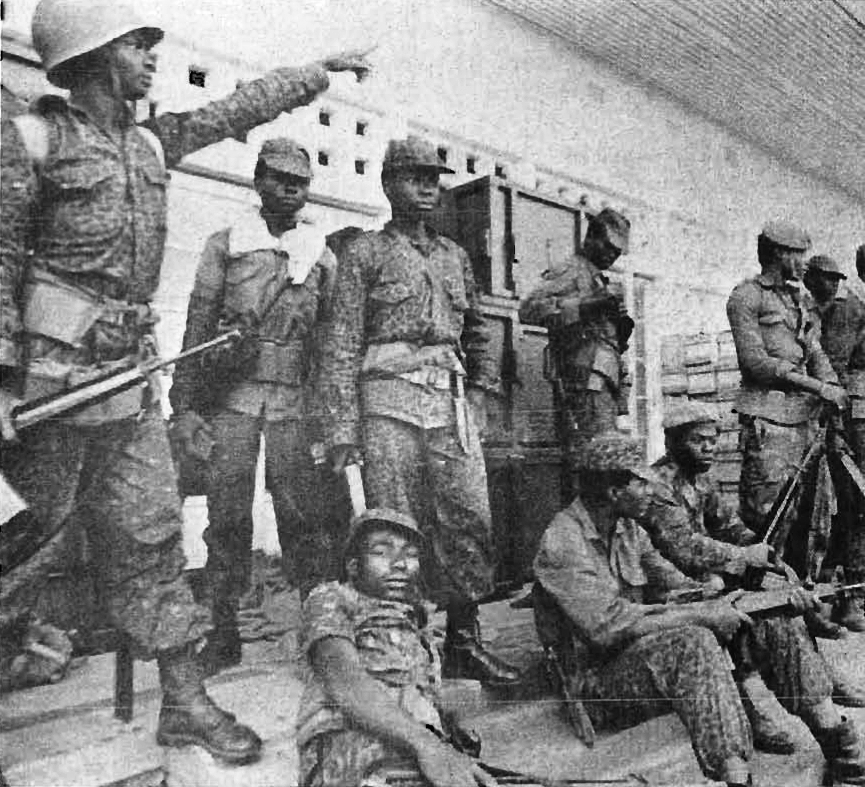
Tropas del Zaire en el sur de Shaba, abril de 1977

A finales de 1975, Mobutu, en un intento de instalar un gobierno pro-Kinshasa en Angola y frustrar el movimiento marxista Popular para la Liberación de Angola (MPLA) 's impulso por el poder, vehículos blindados desplegados FAZ, paracaidistas, y tres batallones de infantería a Angola en apoyo del Frente Nacional de Liberación de Angola (FNLA). El 10 de noviembre de 1975, una fuerza anticomunista compone de 1.500 combatientes del FNLA, 100 soldados angoleños portugueses, y dos batallones FAZ pasaron cerca de la ciudad de Quifangondo, a solo 30 km al norte de Luanda, en la madrugada del 10 de noviembre. La fuerza, el apoyo de aviones de Sudáfrica y tres piezas 140 mm de artillería, marchó en una sola línea a lo largo del río Bengo para enfrentar una fuerza cubana 800-fuerte a través del río. Así, la batalla de Quifangondo comenzó. Los cubanos y los combatientes del MPLA bombardearon el FNLA con cohetes de mortero y 122 mm, la destrucción de la mayor parte de los vehículos blindados del FNLA y seis jeeps llevan cohetes antitanques en la primera hora de luchar.
El apoyo de Mobutu para la política FNLA fracasó cuando el MPLA ganó en Angola. El MPLA, a continuación, actuando ostensiblemente al menos como el Frente para la Liberación Nacional del Congo (Frente para la Liberación Nacional del Congo), ocupó la provincia de Katanga de Zaire, entonces conocido como Shaba en marzo de 1977, que poca resistencia de la FAZ. Esta invasión es a veces conocido como Shaba I. Mobutu tuvo que pedir ayuda, que fue facilitada por Marruecos en forma de tropas regulares que enrutan el MPLA y sus asesores cubanos de Katanga. La humillación de este episodio dio lugar a disturbios civiles en el Zaire a principios de 1978, que el FAZ tuvo que dejar.
El pobre desempeño de los militares de Zaire durante Shaba me dio evidencia de debilidad crónica (que se extienden hasta el día de hoy). Un problema era que algunos de los soldados zaireños en la zona no habían recibido remuneración por períodos prolongados. Oficiales de alto rango a menudo mantienen el dinero destinado a los soldados, que tipifica un liderazgo de alto nivel en general de mala reputación e inepto en el FAZ. Como resultado, muchos soldados simplemente desertaron en lugar de luchar. Otros se quedaron con sus unidades, pero fueron ineficaces. Durante los meses siguientes a la invasión de Shaba, Mobutu buscó soluciones a los problemas militares que habían contribuido al pésimo desempeño del ejército. Puso en práctica amplias reformas de la estructura de mando, incluyendo despidos por mayor de oficiales de alto rango. Él combinó el estado mayor militar con su propio personal de la presidencia y nombró a sí mismo jefe de personal de nuevo, además de los cargos de ministro de Defensa y comandante supremo que ya poseía. También reubicó a sus fuerzas en todo el país, en lugar de mantenerlos cerca de Kinshasa, como había sido el caso anteriormente. La División Kamanyola, en el momento considerado mejor la formación del ejército, y consideró que el propio presidente, fue asignado de forma permanente a Shaba. Además de estos cambios, la fuerza del ejército se redujo en un 25 por ciento. Además, los aliados de Zaire siempre una gran afluencia de equipos militares y asesores belgas, franceses y estadounidenses ayudaron en la reconstrucción y la recualificación de la mano.
A pesar de estas mejoras, una segunda invasión de la antigua gendarmería de Katanga, conocido como Shaba II en mayo-junio de 1978 solo se dispersó con el envío de los franceses Régiment 2e étranger de parachutistes y un batallón del Regimiento Paracommando belga. Unidades de la División Kamanyola derrumbaron casi de inmediato. Unidades francesas lucharon la batalla de Kolwezi recapturar la ciudad desde el FLNC. Los EE. UU. proporcionó asistencia logística.
En julio de 1975, según el IISS Military Balance, la FAZ se componía de 14 batallones de infantería, siete batallones "Guardia", y otras siete batallones de infantería diversamente designados como "paracaídas" (o posiblemente "comando", probablemente las unidades de la nueva brigada paracaídas se formó originalmente en 1968). También hubo un regimiento de vehículo blindado y un batallón de infantería mecanizada. Vista organizativo, el ejército estaba formado por siete grupos de brigada y una división del paracaídas. Además de estas unidades, se informó de un batallón de tanques que se ha formado en 1979.
En enero de 1979 el General de División Boyenge Mosambay Singa fue nombrado como comandante tanto región militar y el comisionado Región de Shaba.
En 1984, una policía militarizada, la Guardia Civil, se formó. Con el tiempo fue comandada por el general d'armée Kpama Baramoto Kata.
Más detalles de las operaciones de las FAZ en la década de 1980 y en adelante se pueden encontrar en el libro de John W. Turner Un Continente Ardiendo.
Thomas Turner escribió a finales de 1990 que .. 'principales actos de violencia, como la matanza tras el' Kasongo levantamiento 'en Bandundu Región en 1978, la muerte de los mineros de diamantes en la región de Kasai-Oriental en 1979, y, más recientemente, , la masacre de estudiantes en Lubumbashi en 1990, siguió intimidando a la población'.
| Formación                        | Localización      | Tamaño | Notas                                                                     |
| -------------------------------- | ----------------- | ------ | ------------------------------------------------------------------------- |
| División Especial Presidencial   | Kinshasa          | 5,200  | Cinco batallones, 'aparece combatir listo'                                |
| División Kamanyola               | Shaba             | 4,100  | 4.ª Brigada solo combatir la formación de listas                          |
| 31° Brigada Paracaídas           | Kinshasa/Kamina   | 3,800  | 'Alto estado de preparación para el combate'                              |
| 32° Brigada Paracaídas           | Kinshasa          | 1,000  | Aun así conformado, que se desplegarán a Kitona                           |
| 1.ª Brigada Blindada             | Mbanza-Ngungu     | 1,300  | Solo 30 de los aprox. 100 tanques operativos                              |
| 41.ª Brigada de Comando          | Kisangani         | 1,200  | Tres batallones desplegados a lo largo de las fronteras orientales        |
| 13th Brigada de Infantería       | Kalemie           | 1,500  | 'Una de las unidades más descuidadas en las fuerzas terrestres de Zaire.' |
| 21.ª Brigada de Infantería       | Around Lubumbashi | 1,700  | 'Capacidad de combate modesta'                                            |
| 22° Brigada de Infantería Ligera | Kamina base       | 2,500  | 'Papel indefinido'                                                        |

Los autores de la Biblioteca del Congreso de Estudio de País sobre el Zaire comentaron en 1992-1993 que: "El estado de mantenimiento de los equipos en el inventario ha variado tradicionalmente, en función de la prioridad de una unidad y la presencia o ausencia de asesores y técnicos extranjeros Una porción considerable. de equipo militar no está en funcionamiento, principalmente como consecuencia de la escasez de repuestos, mantenimiento deficiente, y el robo. Por ejemplo, los tanques de la Brigada Blindada primero menudo tienen una tasa nonoperational acercarse del 70 al 80 por ciento. Después de la visita de un chino equipo técnico en 1985, la mayoría de los tanques operados, sino un estado mejorado de este tipo por lo general no ha durado mucho más allá de la salida del equipo visitante. Hay varios factores que complican el mantenimiento en unidades del Zaire. El personal de mantenimiento a menudo carecen de la formación necesaria para el mantenimiento del equipo militar moderno. Además, la amplia variedad de equipos militares y la matriz de escalonamiento de piezas de repuesto necesarias para mantener no solo obstruir la red logística, pero también son caros.
El factor más importante que influye negativamente en el mantenimiento es el sueldo bajo e irregular que los soldados reciben, lo que resulta en el robo y venta de repuestos e incluso el equipo básico para complementar sus magros salarios. Cuando no robar piezas de repuesto y equipos, personal de mantenimiento suelen pasar la mayor parte de su día el deber de buscar otras maneras de beneficiarse. Equipos de mantenimiento estadounidenses que trabajan en el Zaire encontraron que la provisión de un almuerzo gratis a la fuerza de trabajo era una buena, a veces la única, técnica para motivar al personal a trabajar al menos la mitad del día deber.
Cuerpo de la logística del ejército es proporcionar apoyo logístico y llevar a cabo el mantenimiento directo, indirecto, ya nivel de depósito para el FAZ. Pero debido a la falta de énfasis en el mantenimiento y la logística, la falta de fondos, y la formación inadecuada de Zaire, el cuerpo es muy escaso, mal equipados, y generalmente incapaz de cumplir con su misión. Está organizado en tres batallones asignados a Mbandaka, Kisangani y Kamina, pero solo el batallón en Kamina se cuenta con suficiente personal; los otros son poco más que esqueletos "unidades.
El mal estado de la disciplina de las fuerzas congoleñas se hizo evidente una vez más en 1990. asistencia militar extranjero a Zaire cesó tras el fin de la Guerra Fría y Mobutu permitió deliberadamente la condición de los militares se deteriore de manera que no amenazaba su permanencia en el poder. Protestando por los bajos salarios y la falta de pago, paracaidistas comenzaron a saquear Kinshasa en septiembre de 1991 y solo se detuvieron tras la intervención de Francia ('Operación Baumier') y el belga fuerzas ('Operación Blue Beam').

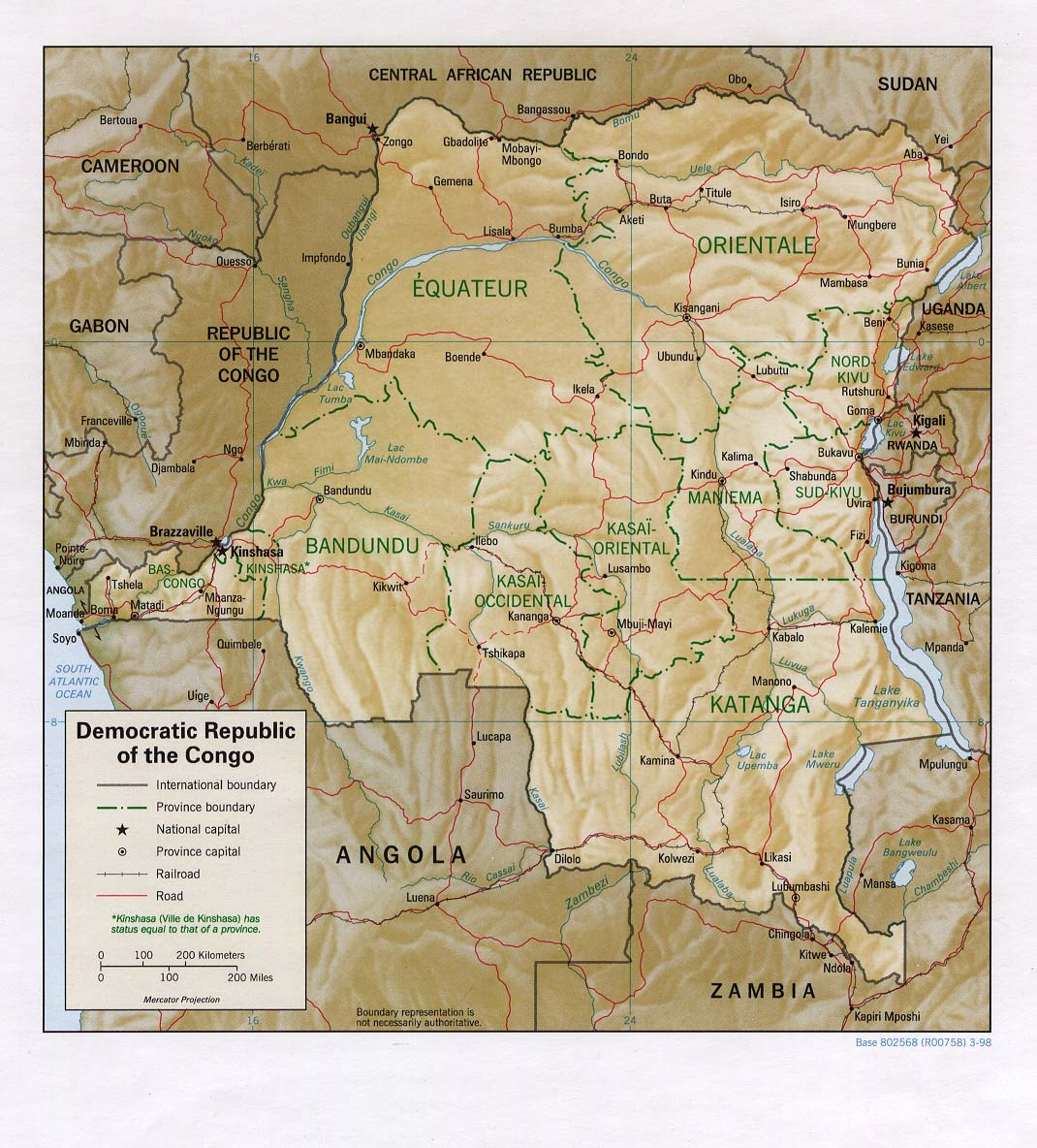
Mapa de la República Democrática del Congo

En 1993, de acuerdo con la Biblioteca del Congreso de Estudios de País, los 25.000 miembros de las fuerzas de tierra FAZ consistieron en una división de infantería (con tres brigadas de infantería); una brigada aerotransportada (con tres batallones de paracaidistas y un batallón de apoyo); uno de las fuerzas especiales (comando / contrainsurgencia) brigada; la División Especial Presidencial; una brigada blindada independiente; y dos brigadas de infantería independientes (cada uno con tres batallones de infantería, un batallón de apoyo). Estas unidades fueron desplegados en todo el país, con las principales concentraciones en Shaba región (aproximadamente la mitad de la fuerza). La División Kamanyola, que consta de tres brigadas de infantería operado generalmente en el oeste de Shaba Región; la Brigada de Infantería 21 se encuentra en Lubumbashi; la Brigada de Infantería 13 se desplegó en todo el este de Shaba; y al menos un batallón de la 31 Brigada Aerotransportada se quedó en Kamina. El otro principal concentración de fuerzas estaba en Kinshasa y sus alrededores: el 31 Brigada Aerotransportada fue desplegada en N'djili aeropuerto en las afueras de la capital; la División Especial Presidencial (DSP) residía junto al complejo presidencial; y la primera Brigada Blindada estaba en Mbanza-Ngungu (en el Bajo Congo, unos 120 kilómetros al suroeste de Kinshasa). Finalmente la 41.ª Brigada de Comando fue en Kisangani.
Este superficialmente impresionante lista de unidades exagera la capacidad real de las fuerzas armadas en el momento. Aparte de formaciones privilegiadas, como la División Presidencial y el 31 Brigada Aerotransportada, la mayoría de las unidades estaban mal entrenados, divididos y tan mal pagados que recurrían regularmente a los saqueos. ¿Qué habilidades operativa de las fuerzas armadas habían destruidas fueron poco a poco por la politización de las fuerzas, tribalisation, y la división de las fuerzas, incluidas las purgas de los grupos suspectedly desleales, dirigido a garantizar Mobutu para dividir y gobernar. Todo esto ocurrió en un contexto de creciente deterioro de las estructuras del Estado bajo el régimen de Mobutu cleptocrático.
Para una descripción general concisa de la FAZ en la década de 1990, véase René Lemarchand, La dinámica de la violencia en África Central, University of Pennsylvania Press, 2009, páginas 226-228.

### Derrocamiento de Mobutu y después
Gran parte de los orígenes del conflicto reciente en lo que hoy es la República Democrática del Congo se deriva de la confusión tras el genocidio ruandés de 1994, que a su vez condujo a la crisis de los refugiados de los Grandes Lagos. Dentro de los mayores campos de refugiados, a partir de Goma, en Kivu del Norte, eran combatientes ruandeses hutus, organizadas con el tiempo en el Rassemblement Démocratique pour le Ruanda, que lanzó ataques repetidos en Ruanda. Ruanda finalmente se echó Laurent-Désiré Kabila y su Alianza organizó rápidamente de las Fuerzas Democráticas para la Liberación de Congo en la invasión de Zaire, con el objetivo de detener los ataques contra Ruanda en el proceso de derrocar el gobierno de Mobutu. Cuando las milicias rebeldes, apoyados por Ruanda, el FAZ, debilitado como se señaló anteriormente, mostrado incapaz de dominar la situación y prevenir el derrocamiento de Mobutu en 1997.
Cuando Kabila tomó el poder en 1997, el país pasó a llamarse República Democrática del Congo y por lo que el nombre del ejército nacional cambió una vez más, a las Fuerzas Armadas Congoleñas (FAC). Tanzania envió seiscientos asesores militares para entrenar a nuevo ejército de Kabila en mayo de 1997. Comando de las fuerzas armadas en los primeros meses del gobierno de Kabila era vaga. Gérard Prunier escribe que "no hubo ningún ministro de la defensa, ningún jefe conocido de personal, y no hay filas; todos los oficiales eran "comandantes" al estilo cubano llamado 'Ignace', 'Bosco', Jonathan ", o" de James, quien ocupó suites de conexión en el Hotel Intercontinental y tenía lista de números de teléfonos celulares presidenciales. Ninguno hablaba francés o el lingala, pero todos hablaban kiñaruanda, suajili, y, muy a menudo, Inglés '. Cuando la periodista belga Colette Braeckman le preguntó cuál era la estructura de mando del ejército real, aparte de sí mismo, Kabila respondió: 'no vamos a exponernos y el riesgo de ser destruidos por mostrarnos abiertamente .... Tenemos cuidado para que no se conozcan los verdaderos amos del ejército. Es estratégico. Por favor, vamos a olvidar el asunto '. Nuevos Congoleñas Fuerzas Armadas de Kabila fueron Riven con tensiones internas. El nuevo CAA tenía combatientes banyamulenge de Kivu del Sur, kadogo niños soldados de diversas tribus del este, como Thierry Nindaga, Safari Rwekoze, etc ... Lunda katanguesas Tigres de la antigua FNLC, y exmiembros de las FAZ. La mezcla de estos elementos dispares y anteriormente en guerra junto llevado a mutuny. El 23 de febrero de 1998, una unidad de la mayoría banyamulenge mutiniued en Bukavu después de sus funcionarios trataron de dispersar a los soldados en diferentes unidades repartidas por todo el Congo. A mediados de 1998, las formaciones en el estallido de la Segunda Guerra del Congo incluyen la 50.ª Brigada apoyado por Tanzania, con sede en Camp Kokolo en Kinshasa, y la Brigada 10.ª - uno de los mejores y más grandes unidades del ejército - estacionado en Goma, como así como la Brigada 12 en Bukavu. La declaración del comandante de la Brigada 10.ª, exoficial de la DSP Jean-Pierre Ondekane, el 2 de agosto de 1998, que ya no reconocía Kabila como presidente del estado fue uno de los factores en el comienzo de la Segunda Guerra del Congo.
La FAC se realizó mal en toda la Segunda Guerra del Congo y "demostró poca habilidad o doctrina militar reconocible". Con el estallido de la guerra en 1998, el Ejército fue ineficaz y el Gobierno de la RDC se vio obligado a recurrir a la ayuda de Angola, Chad, Namibia y Zimbabue. Además de proporcionar las fuerzas expedicionarias, estos países han intentado sin éxito volver a entrenar al Ejército de la RDC. Corea del Norte y Tanzania también proporcionaron ayuda a la formación. Durante el primer año de la guerra de las fuerzas aliadas derrotaron a la fuerza de Ruanda que había aterrizado en Bas-Congo y las fuerzas rebeldes al suroeste de Kinshasa y finalmente detenido el rebelde y ofensivo de Ruanda en el este de la RDC. Estos éxitos contribuyeron al Acuerdo de Lusaka, que fue firmado en julio de 1999. Tras el Acuerdo de Lusaka, a mediados de agosto de 1999 el Presidente Kabila emitieron un decreto dividir el país en ocho regiones militares. La primera región militar, la televisión estatal congoleño informó, consistiría en las dos provincias de Kivu, provincia Oriental formaría la segunda región, y las provincias de Maniema y Kasai-Oriental el tercero. Katanga y Équateur entrarían en la cuarta y quinta regiones, respectivamente, mientras que Kasai-Occidental y Bandundu formarían la sexta región. Kinshasa y Bas-Congo formarían las regiones VII y VIII, respectivamente. En noviembre de 1999 el Gobierno intentó formar una fuerza paramilitar de 20.000 hombres designado Fuerzas de Defensa del Pueblo. Esta fuerza se destina a apoyar la FAC y la policía nacional, pero nunca se hizo efectiva.

### 1999-presente
El Acuerdo de Lusaka no tuvo éxito en poner fin a la guerra, y los combates se reanudaron en septiembre de 1999. El desempeño de la FAC continuó siendo pobre y tanto las grandes ofensivas el Gobierno puso en marcha en 2000 terminó en derrotas costosas. La mala gestión del Presidente Kabila fue un factor importante detrás de los malos resultados de la FAC, con soldados con frecuencia va sin pagar y sin comer, mientras que el Gobierno compró armamento avanzado que no pudo ser operado o mantenido. Las derrotas en 2000 se cree que han sido la causa del asesinato del presidente Kabila en enero de 2001. Después del asesinato, Joseph Kabila asumió la presidencia y finalmente tuvo éxito en la negociación de un fin a la guerra de 2002-2003.
El Acuerdo Global y con todo incluido 12 2002 dedica el Capítulo VII de las fuerzas armadas. Se estipuló que el jefe de las fuerzas armadas de personal, y los jefes del ejército, fuerza aérea y marina no debían provenir de la misma facción en guerra. El nuevo 'reestructurado e integrado nacional,' ejército se compone de las fuerzas de Kabila gobierno (la FAC), el RCD y el MLC. También estipuladas en VII (b) fue que la RCD-N, RCD-ML, y los Mai-Mai pasarían a formar parte de las nuevas fuerzas armadas. Un mecanismo intermedio para la identificación física de los soldados, y su origen, la fecha de inscripción, y la unidad también fue llamado para (VII (c). Asimismo, prevé la creación de un Consejo Superior de la Defensa (Consejo de Defensa Superior) que declarar el estado de sitio o de la guerra y dar consejos sobre la reforma del sector de seguridad, el desarme / desmovilización y la política de defensa nacional.
Una decisión en la que facciones eran de nombrar jefes de Estado Mayor y los comandantes militares regionales fue anunciado el 19 de agosto de 2003, el primer paso en la reforma militar, superpuesta en la parte superior de los diversos grupos de combatientes, el gobierno y los ex rebeldes. Kabila fue capaz de nombrar al jefe de las fuerzas armadas del Estado Mayor, teniente general Liwanga Mata, quien anteriormente se desempeñó como jefe de la armada del personal bajo Laurent Kabila. Kabila fue capaz de nombrar al comandante de la fuerza aérea (John Numbi), el RCD-Goma recibió la posición del comandante de la Fuerza Terrestre (Sylvain Buki) y el MLC la marina (Dieudonné Amuli Bahigwa). Tres comandantes militares regionales fueron nominados por el anterior gobierno de Kinshasa, dos comandantes de cada uno por la RCD-Goma y el MLC, y una región cada comandante de la RCD-K / ML y la CCD-N. Sin embargo estos nombramientos fueron anunciados por las Fuerzas Armadas Congoleñas de Kabila (FAC), no más tarde de las FARDC. Otro informe, sin embargo, dice que los comandantes de la región militar solo fueron nominados en enero de 2004, y que el despliegue de tropas sobre el terreno no ha cambiado sustancialmente hasta el año después.
El 24 de enero de 2004, un decreto creó la Estructura Militar d'Integración (SMI, Estructura de Integración Militar). Junto con el SMI, CONADER también fue designado para administrar el elemento DDR núcleo común combinado y un programa de reforma militar. La primera ley militar post-Sun City parece haber sido aprobada el 12 de noviembre de 2004, que creó formalmente la nueva Fuerzas nacionales Armadas de la República Democrática del Congo (FARDC). Se incluyen en esta ley es el artículo 45, que reconoce la incorporación de una serie de grupos armados en las FARDC, entre ellos el ex ejército gubernamental Fuerzas Armadas de Congoleñas (FAC), el personal de ex FAZ, también conocido como el expresidente Mobutu 'les tigres', la RCD-Goma, RCD-ML, RCD-N, MLC, los Mai-Mai, así como otros grupos militares y paramilitares determinado por el gobierno.
Turner escribe que los dos rivales más destacados de la integración militar (brassage) eran el coronel Jules Mutebusi, un Munyamulenge de Kivu del Sur, y Laurent Nkunda, un tutsi Rwandaphone que dice Turner era supuestamente de Rutshuru en Kivu del Norte. En mayo y junio de 2004 Mutebusi encabezó una revuelta contra sus superiores de Kinshasa en Kivu del Sur. Nkunda comenzó su larga serie de revueltas contra la autoridad central, ayudando Mutebusi en mayo-junio de 2004. En noviembre de 2004 una fuerza de gobierno ruandés entró Kivu del Norte para atacar a las FDLR, y, al parecer, reforzado y reabastecido RCD-Goma (ANC) en el mismo tiempo. Kabila envió 10.000 tropas del gobierno hacia el este, en respuesta, el lanzamiento de un ataque que fue llamada 'Operación Bima.' En medio de esta tensión, los hombres de Nkunda lanzaron ataques en Kivu del Norte en diciembre de 2004.
Había otra gran reorganización de personal, el 12 de junio de 2007. FARDC jefe general Kisempia Sungilanga Lombe fue reemplazado con el general Dieudonné Kayembe Mbandankulu. El general Gabriel Amisi Kumba retuvo su puesto como comandante de las Fuerzas Terrestres. John Numbi, un miembro de confianza del círculo íntimo de Kabila, fue desplazado de la fuerza aérea comandante de Policía Inspector General. Los diplomáticos estadounidenses informaron que el excomandante de las Fuerzas Navales Mayor General de Amuli Bahigua (ex-MLC) se convirtió en jefe de operaciones de las FARDC.; ex FARDC Inteligencia General en Jefe Didier Etumba (ex-FAC) fue ascendido a vicealmirante y nombrado Comandante de las Fuerzas Navales; . Mayor General de Rigobert Massamba (ex-FAC), un excomandante de la base aérea Kitona, fue nombrado Comandante de las Fuerzas Aéreas; y Brig. General Jean-Claude Kifwa, comandante de la Guardia Republicana, fue nombrado como comandante militar regional.

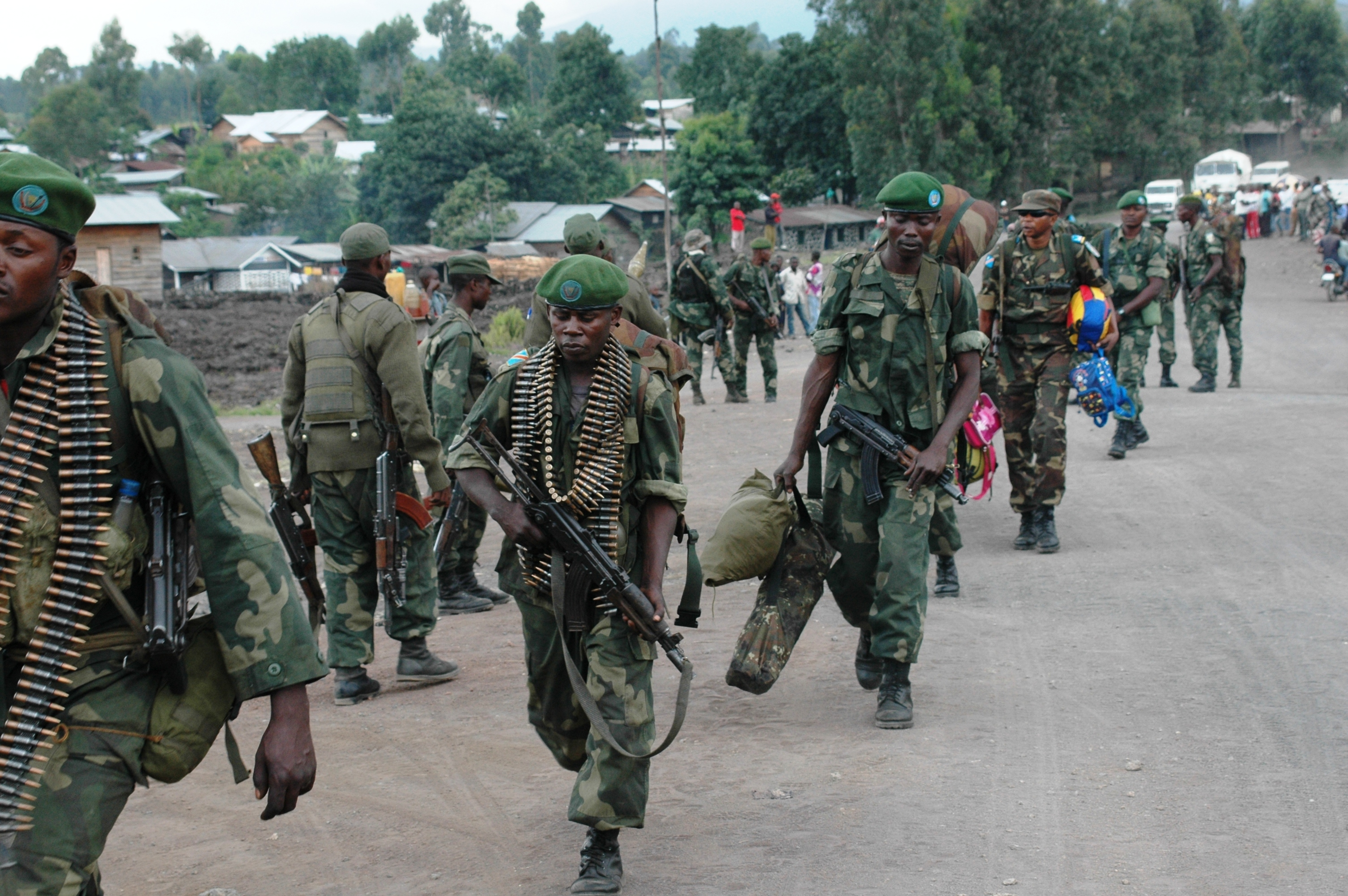
Soldados de las FARDC cerca de Goma, mayo de 2013

Gran parte de la región oriental del país sigue siendo inseguro, sin embargo. En el extremo noreste esto se debe principalmente al conflicto de Ituri. En el área alrededor del lago Kivu, principalmente en el norte de Kivu, continúan los combates entre las Fuerzas Democráticas para la Liberación de Ruanda y entre las FARDC gobierno y las tropas de Laurent Nkunda, con todos los grupos que agrava enormemente los problemas de los refugiados internos en el área de Goma, la consiguiente escasez de alimentos, y la pérdida de la infraestructura de los años de conflicto. En 2009, varios funcionarios de las Naciones Unidas declararon que el ejército es un problema importante, en gran parte debido a la corrupción que se traduce en alimentos de pago destinado a soldados siendo desviados y una estructura militar de altos cargos con coroneles, muchos de los cuales son antiguos señores de la guerra. En un informe de 2009 detallando los abusos de las FARDC, Human Rights Watch instó a la ONU a dejar de apoyar las ofensivas del gobierno contra los rebeldes del este hasta que los abusos cesaron.
El 22 de noviembre de 2012, Gabriel Amisi Kumba fue suspendido de su cargo en las Fuerzas Terrestres por el presidente Joseph Kabila, debido a una investigación sobre su presunta participación en la venta de armas a varios grupos rebeldes en la parte oriental del país, que puede haber implicado el grupo rebelde M23. En diciembre de 2012 se informó de que los miembros de las unidades del Ejército en el noreste del país a menudo no son pagados debido a la corrupción, y estas unidades rara vez contrarrestar los ataques realizados contra aldeas del Ejército de Resistencia del Señor.
Las FARDC desplegados 850 soldados y 150 oficiales de la PNC de policía como parte de una fuerza internacional en la República Centroafricana, República Democrática del Congo que las fronteras hacia el norte. El país había estado en un estado de guerra civil desde 2012, cuando el presidente fue derrocado por los grupos rebeldes. La República Democrática del Congo se instó por el presidente francés Hollande para mantener sus tropas en la República Centroafricana.
En julio de 2014, el ejército congoleño lleva a cabo una operación conjunta con tropas de la ONU en los territorios de Masisi y Walikale de la provincia de Kivu Norte. En el proceso, se liberaron más de 20 aldeas y una mina de control de los rebeldes, en concreto, de los Mai Mai Cheka y la Alianza para el Sovereign y los grupos rebeldes Congo patrióticos.

## Organización actual

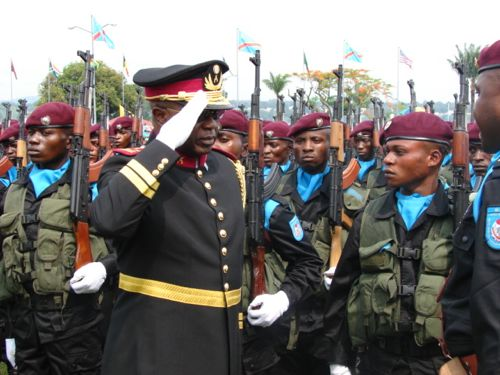
General Kisempia Sungilanga, exjefe del Estado Mayor de las FARDC, en diciembre de 2006.

El Presidente, el General Joseph Kabila es el Comandante en Jefe de las Fuerzas Armadas. El ministro de Defensa, formalmente Ministros de Defensa, el Desarme y Veteranos (Ancien Combattants), con la MDNDAC siglas en francés, es Alexandre Luba Ntambo.
El Campo Militar Coronel Tshatshi en el suburbio de Kinshasa Ngaliema alberga el Departamento de Defensa y el Estado Mayor la sede central de mando de las FARDC. Datos de Jane desde 2002 parece inexacta; hay al menos una planta de municiones en Katanga.
A continuación el jefe del Estado Mayor, la organización actual de las FARDC no es totalmente clara. No se sabe que es una rama de la Inteligencia Militar - Servicio du Renseignement militaire (SRM), el ex DEMIAP. Las FARDC se sabe que se divide en las Fuerzas Terrestres (Fuerzas Terrestres), Armada y Fuerza Aérea. Las Fuerzas de Tierra se distribuyen alrededor de diez regiones militares, frente a los ocho anteriores, a raíz de las diez provincias del país. También hay un comando del entrenamiento, el Groupement des Ecoles Supérieurs Militaires (GESM) o Grupo de Escuelas Superior Militar, que, en enero de 2010, estaba bajo el mando del General de Marcelino Lukama. Las Fuerzas de la Marina y el aire se compone de diversos agrupamientos (ver más abajo). También hay una base logística central.
Debe quedar claro también que Joseph Kabila no confía en los militares; la Guardia Republicana es el único componente de su confianza. El mayor general John Numbi, el exjefe de la Fuerza Aérea, ahora inspector general de la policía, se pasó una cadena paralela de comando en el este de dirigir la ofensiva el este del Congo de 2009, la Operación Umoja Wetu; fue aprobada por la cadena de mando regular. Anteriormente Numbi negoció el acuerdo para llevar a cabo el proceso de mixage con Laurent Nkunda. Al comentar sobre la votación propuesta de censura contra el ministro de Defensa en septiembre de 2012, Baoudin Amba Wetshi de lecongolais.cd describe Ntolo como un "chivo expiatorio". Wetshi dijo que todas las cuestiones militares y de seguridad claves se manejaron en total secreto por el Presidente y otras personalidades civiles y militares de confianza por él, como John Numbi, Gabriel Amisi Kumba ('Tango Cuatro'), Delphin Kahimbi, y otros como Kalev Mutond y Pierre Lumbi Okongo.

### Fuerzas Armadas Estado Mayor
La información disponible sobre los siguientes miembros es incompleta ya veces contradictoria. Además de las fuerzas armadas jefes de Estado Mayor, en 1966 el teniente coronel Fernando Malila fue catalogado como jefe de Estado Mayor del Ejército.
- 1960 - c.1961 ?: Mayor General Victor Lundula (promovido de un salto de sargento mayor a general de división en la formación de ANC).
- 1960 tempranos (1964-1965): Major entonces teniente general Joseph-Désiré Mobutu. Promovido mayor general 23 de enero de 1961.
- 1964-1965: General de División Léonard Mulamba, jefe de Estado Mayor desde octubre de 1964, hasta que el primer ministro nombrado tras el golpe del 25 de noviembre el 1965.
- En noviembre de 1965 hasta al menos 1972: el general Louis Bobozo, Comandante en chef de l'Armée nationale congolaise. Bobozo era un general de división en 1965 y parece haber sido un total general de 1972. Entró en la Force Publique el 23 de junio de 1933; después del entrenamiento, unido 3.ª Compañía, 14.º Batallón Servicio Territorial en Lisala 3 de septiembre de 1935; promovió el cabo 1 de mayo de 1938; promovido sargento 19 de abril de 1940, tomó parte en la campaña Abyssian; Sargento primero de 1947; Primero Sargento Mayor 1 de enero de 1951. enviado a la Escuela Ayudantes 'dentro de la Force Publique en Luluabourg, 5 de septiembre de 1959. Parte de 4 Brigada, Thysville de 1960, y se convirtió en comandante de la brigada después del 30 de junio de 1960. Promovido en 1961 al coronel. Con la tarea de unidades para las operaciones en la organización de Katanga; se convirtió en comandante del cuarto Groupement, Elisabethville de 1964 y ascendido a mayor general. Se convirtió en C-in-C. 25 de noviembre de 1965; retirado 25 de julio de 1972 (ver arriba)
- c.1972-1977: General de Brigada Bumba Moaso, excomandante de la División Aerotransportada (DITRAC: División de Comparsas Aeromobiles Reinforcee de Choc). Desde Ecuador; Crawford y Young lo describen como "analfabetos, pero una fuerte personalidad." [88] Uno de una serie de líderes militares que entraron en el Movimiento Popular de la Revolución (MPR) Buró Político en 1975, cuando el MPR se fusionó con el Estado, y en 1975 se convirtió en uno de los ocho miembros permanentes del Buró Político.
- Sept 1978 - 1981 el general de cuerpo Babia Zangi Malobia. El ex director general del Ministerio de Defensa, y graduado de la academia de la defensa belga.
- 1981-1987: desconocido
- Octubre 1987-1989: Almirante en: Lomponda Wa Botembe
- 1989-1991: General del Ejército Mazembe ba Embanga
- 1991-1993: el general Marc Mahele Lieko Bokungu, jefe de Estado Mayor de las Fuerzas Armadas del Zaire
- 1993-1996: en general: Eluki Monga Aundu (febrero de 1993 y el 20 de noviembre de 1996)
- 1996-1997: el general Marc Mahele Lieko Bokungu (asesinado 16 de mayo de 1997)
- 1997-1998: James Kabare, Jefe del Estado Mayor General de la FAC, hasta que, julio de 1998.
- 16 de julio de 1998 hasta 15 de agosto de 1998 Celestin Kifwa
- Agosto de 1998 - 1999: ?
- 1999-: general Sylvestre Lwetcha, nombrado de nuevo 8 de marzo de 2001 en acuerdo Decreto avec 010/2001.
- Agosto de 2003 - 2004: Almirante Baudoin Liwanga Mata Nyamuniobo
- 21 de junio de 2004 a 2007: el teniente general Kisempia Sungilanga Lombe, Jefe del Estado Mayor General de las Fuerzas Armadas.
- Junio de 2007: el teniente general Dieudonné Kayembe Mbandakulu, director tren DEMIAP
- Noviembre de 2008: general Didier Etumba Longomba.

### Estructura de mando en enero de 2005
Prácticamente todos los funcionarios ya han cambiado de posición, pero esta lista da un esbozo de la estructura actual. A pesar de la subdivisión planeada del país en más numerosas provincias, la división real de las antiguas provincias no ha tenido lugar.
- Jefe de las FARDC de personal: General de División Sungilanga Kisempia (PPRD)
- FARDC fuerzas terrestres jefe de personal: general Sylvain Buki (RCD-G) Mayor General Gabriel Amisi Kumba parece haber sido nombrado para el cargo en agosto de 2006, y mantuvo esta posición durante la reorganización del personal, de 12 de junio de 2007. En noviembre de 2012 fue sucedido por François Olenga.
- Jefe de la armada FARDC del personal: Mayor General Dieudonne Amuli Bahigwa (MLC) (Comandante de la operación Kimia II en 2009)
- FARDC fuerza aérea jefe de personal: el general de brigada Jean Bitanihirwa Kamara (MLC). El entrenamiento militar en la Escuela de formación d'officiers (EFO), Kananga, y otros cursos mientras que en el FAZ. Comandante de brigada en el CTM, luego nombrado en agosto de 2003 'chef d'etat-principal en segundos' de la fuerza aérea de las FARDC.
- 1.ª Región Militar / Bandundu: General de Brigada Moustapha Mukiza (MLC)
- 2.ª Región Militar / Bas-Congo: Desconocido. General Jean Mankoma 2009.
- 3.ª Región Militar / Ecuador: Brigadier General Mulubi Bin Muhemedi (PPRD)
- 4.ª Región Militar / Kasai-Occidental: Brigadier General Sindani Kasereka (RCD-K / ML)
- 5.ª Región Militar / Kasai Oriental: general Rwabisira Obeid (RCD)
- 6.ª Región Militar / Katanga: Brigadier General Nzambe Alengbia (MLC) - 62.ª, 63.ª, 67.ª y Brigadas de Katanga han cometido numerosos actos de violencia sexual contra las mujeres.
- 7.ª Región Militar / Maniema: Brigadier General Widi Mbulu Divioka (RCD-N)
- 8.ª Región Militar / Kivu del Norte: el general Gabriel Amisi Kumba (RCD). General Amisi, alias 'Tango Fort' ahora parece ser jefe de Estado Mayor de la Fuerza Terrestre. Brig. El general Vainqueur Mayala era Comandante octavo MR en septiembre de 2008.
- 9.ª Región Militar / Provincia Oriental: el mayor general Bulenda Padiri (Mayi-Mayi)
- 10.ª Región Militar / Kivu del Sur: Major Mbuja Mabe (PPRD). General Pacifique Masunzu, en 2010. Región incluyó Brigada 112.ª de plateuxes Minembwe. Esta agrupación fue "una brigada exclusivamente Banyamulenge bajo el mando directo de la Región Militar de 10ª, que consideró general Masunzu como su líder."

## Ejército de Tierra

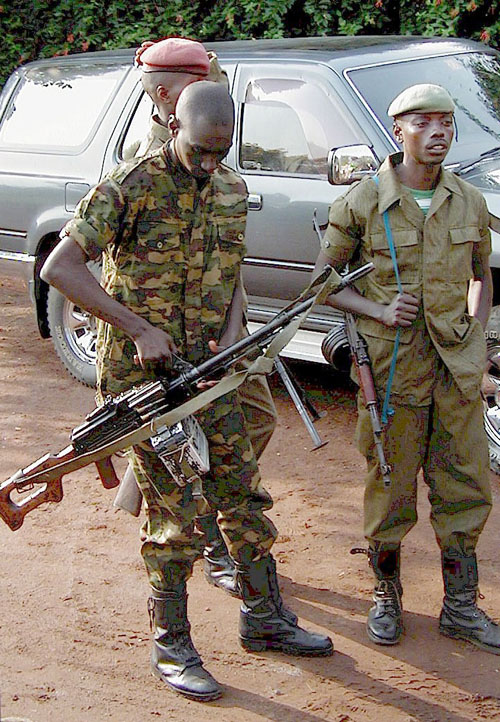
Soldado congoleño cerca de la frontera con Ruanda, 2001.

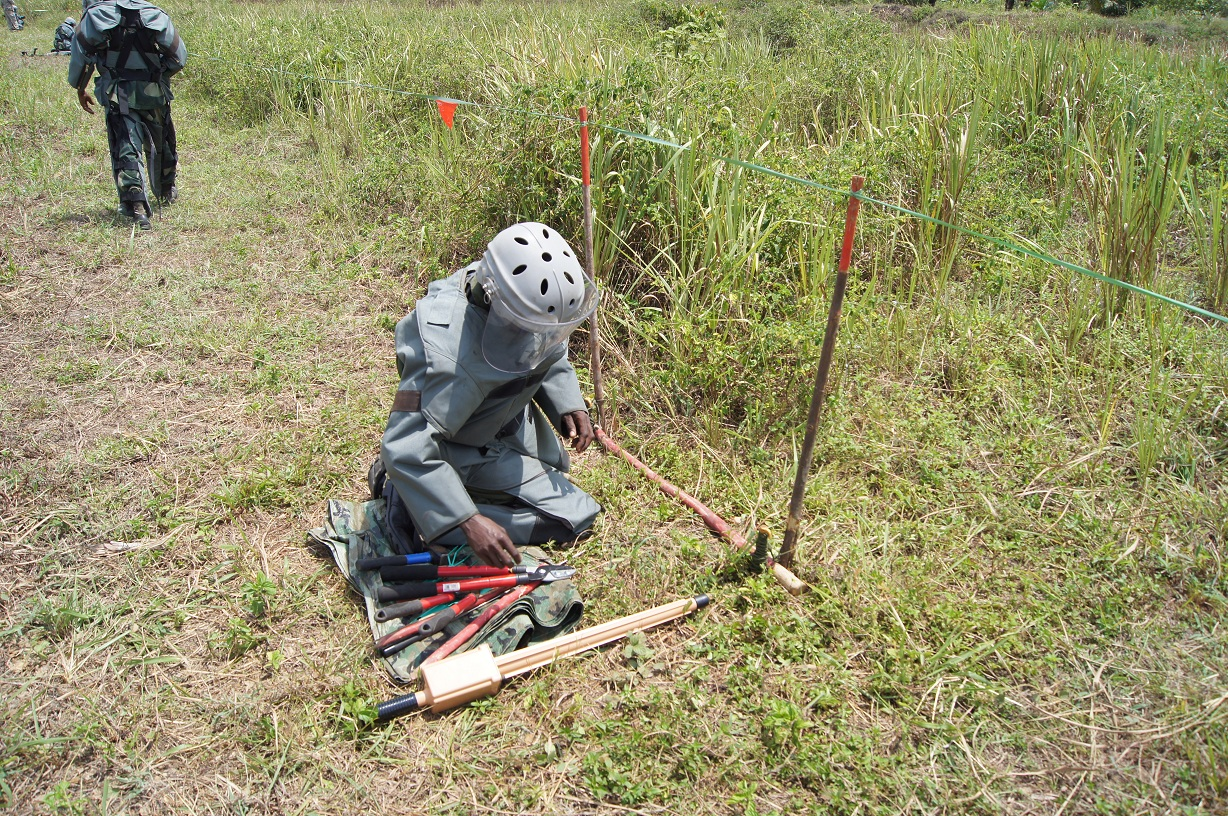
Durante un programa de formación apoyado por Estados Unidos en el Campamento Base en Kisangani desde 6 a 27 de abril de 2012, un soldado congoleño con las FARDC se inicia un simulacro de un solo hombre, un procedimiento metódico y deliberado para realizar el despeje campo minado.

Las fuerzas terrestres están compuestos por cerca de 14 brigadas integradas, de los combatientes de todas las antiguas facciones beligerantes que han pasado por un proceso de integración brassage (véase el párrafo siguiente), y un número no conocido públicamente de las brigadas no integradas que permanecen fabrican exclusivamente a partir de las facciones individuales (la Coalición Congoleña para la Democracia (RCD) 's Congolaise nacional Armée, las antiguas Fuerzas ex gobierno congoleño Armadas (FAC), el ex-RCD KML, el ex-Movimiento para la Liberación del Congo, los grupos armados del conflicto de Ituri (Mouvement des Revolucionarios Congoleño (MRC), Fuerzas de Resistencia Patriótica de Ituri d'(FRPI) y el Frente Nationaliste intégrationniste (FNI) y los Mai-Mai).
Parece que casi al mismo tiempo que el decreto presidencial 03/042 de 18 de diciembre de 2003 estableció la Comisión Nacional de Desmovilización y Reinserción (CONADER), '.all excombatientes fueron declarados oficialmente como soldados de las FARDC y los entonces brigadas de las FARDC [debían ] descansar desplegado hasta el fin de dejar de brassage.
El plan de reforma aprobada en 2005 prevé la formación de dieciocho brigadas integradas a través del proceso de brassage como su primera de tres etapas. El proceso consiste en primer lugar de reagrupamiento, donde se desarmaron los combatientes. Luego son enviados a centros de orientación, a cargo de la CONADER, donde los combatientes tienen la opción de regresar a la sociedad civil o la permanencia en las fuerzas armadas. Los combatientes que eligen desmovilización reciben un pago inicial en efectivo de US $ 110. Aquellos que opten por permanecer dentro de las FARDC se transfieren a uno de los seis centros de integración para un curso de entrenamiento de 45 días, cuyo objetivo es construir formaciones integradas de los combatientes de las facciones previamente fuertemente dividido por líneas étnicas, políticas y regionales. Los centros están repartidos por todo el país en Kitona, Kamina, Kisangani, Rumangabo y Nyaleke (dentro del parque nacional de Virunga) en Nord-Kivu, y Luberizi (en la frontera con Burundi) en Kivu del Sur. El proceso ha sufrido graves dificultades debido a retrasos en la construcción, los errores de administración, y la cantidad de viajes excombatientes tienen que hacer, como centros de las tres etapas "están muy separadas. Después de los primeros 18 brigadas integradas, el segundo objetivo es la formación de una fuerza de reacción listo entre dos y tres brigadas, y finalmente, en 2010, cuando se prevé la MONUC que se ha retirado, la creación de una fuerza de defensa principal de las tres divisiones.
En febrero de 2008, el plan de reforma actual se describe como:

"El corto plazo, 2008-2010, verá la configuración en lugar de una fuerza de reacción rápida; el mediano plazo, 2008 -2015, con una fuerza de cobertura; y, finalmente, a largo plazo, 2015-2020, con una Fuerza de Defensa Principal. " Añadió que el plan de reforma se basa en un programa de sinergia basado en los cuatro pilares de la disuasión, la producción, la reconstrucción y la excelencia. "Se espera que la fuerza de reacción rápida para centrarse en la disuasión, a través de una fuerza de reacción rápida de 12 batallones, capaces de ayudar a la MONUC para asegurar el este del país y realizar misiones constitucionales", dijo el ministro de Defensa Chikez Diemu.

En medio de las otras dificultades en la construcción de nuevas fuerzas armadas de la República Democrática del Congo, a principios de 2007 el proceso de integración y formación estaba distorsionado como el gobierno de la RDC bajo Kabila intentó usarla para ganar más control sobre el general disidente Laurent Nkunda. Un acuerdo verbal negoció a toda prisa en Ruanda vio brigadas FAC tres gubernamentales integradas con el ex 81.ª ANC de Nkunda y 83.ª Brigadas en lo que se llamó mixage. Mixage trajo múltiples facciones en brigadas compuestas, pero sin la reconversión de 45 días previsto por brassage, y parece que en realidad, el proceso se limita a intercambiar batallones entre las brigadas del CAA y Nkunda en Kivu del Norte, sin una mayor integración. Debido a las tropas de Nkunda que tienen una mayor cohesión, Nkunda ganó el control efectivo de las cinco brigadas - no lo que el gobierno central de la RDC había estado esperando. Sin embargo después de Nkunda utiliza las brigadas mixage para luchar contra el FDLR, surgieron tensiones entre los soldados de las FARDC y Nkunda-leales dentro de las brigadas y que se vino abajo en los últimos días de agosto de 2007. El Grupo de Crisis Internacional, dice que "el 30 de agosto (2007) las tropas de Nkunda habían dejado las brigadas mixtas y controlada en gran parte de los territorios de Masisi y Rutshuru '(de Kivu del Norte).
Ambas brigadas integradas formalmente y las unidades no integradas continúan realizando detenciones arbitrarias, violaciones, robos y otros crímenes y estos derechos humanos violaciones son "regularmente" cometidos por los oficiales y miembros de la tropa. Miembros del Ejército también a menudo afectan ofertas para tener acceso a los recursos con las milicias a las que deben estar luchando.
Las diversas brigadas y otras formaciones y unidades de números al menos 100.000 soldados. El estado de estas brigadas se ha descrito como "muy caótica". Un estudio de 2007 el desarme y la repatriación dijo que "las unidades del ejército que aún no han pasado por el proceso de brassage son generalmente mucho más pequeños de lo que debería ser. Algunas brigadas no integradas tienen sólo 500 hombres (y por tanto son nada más que un pequeño batallón ), mientras que algunos batallones pueden incluso no tener el tamaño de una empresa normal (más de 100 hombres) ".